# AIS Aplicaciones de Inteligencia Artificial
AIS Aplicaciones de Inteligencia Artificial, S. A. es una empresa de consultoría estratégica, financiera y tecnológica. Su especialidad es la creación de sistemas de soporte a la toma de decisiones basados en la modelización estadística (previsión) y matemática (optimización). Es conocida por desempeñar un papel fundamental en los años 80 y 90 como la compañía pionera en implementación de soluciones informáticas en la banca española.

## Historia

### Los inicios
AIS fue una empresa clave en lo que a la informatización de la banca en España se refiere. A mediados de los años 80, las áreas de riesgos de la mayoría de instituciones financieras españolas realizaban muchas tareas manualmente, incluyendo la evaluación de las solicitudes de operaciones de crédito. AIS fue la que introdujo los sistemas de scoring en España y durante una década fue la única compañía que los proveía en el país. Actualmente, cerca del 70% de bancos y cajas españolas trabajan con herramientas de AIS en materia de concesión de créditos.
Paralelamente a una expansión geográfica por Latinoamérica, a principios de los años noventa, AIS comenzó su diversificación aplicando con éxito sus técnicas y metodologías en otros sectores, desarrollando e instalando, entre otros, un sistema de última generación de planificación de producción para el sector de cartón ondulado y otro para optimizar la distribución de prensa escrita a quioscos.

### AIS y el Olimpismo
La historia de AIS también está vinculada a los Juegos Olímpicos. En 1992, AIS desarrolló un sistema para confeccionar calendarios de eventos de alto grado de dificultad (Scheduling). Esta aplicación se utilizó por primera vez para elaborar la programación de las pruebas de los Juegos Paralímpicos de Barcelona'92. El buen resultado obtenido supuso para la compañía catalana organizar los calendarios de los Juegos Paralímpicos de Atlanta 1996 y Sídney 2000.

### Más allá del 2000
Con el cambio de siglo AIS prosiguió su andadura como consultora de las entidades financieras, ya no sólo en España, sino también en Latinoamérica, trabajando para banca comercial, para banca de desarrollo y, en ocasiones, en proyectos del Banco Mundial y del Banco Interamericano de Desarrollo (BID). Destaca en estos años la elaboración del manual de supervisión de entidades financieras para la Superintendencia Financiera de Colombia. 
En los últimos años de la década, poco antes de la crisis financiera mundial, AIS confecciona un sistema de estrés test o pruebas de tensión llamado Risk Dynamics into the Future (RDF), que supone un paso por delante de los métodos tradicionales.
A partir de 2010, AIS da un nuevo salto de innovación en sus soluciones y pasa de herramientas muy centradas en la gestión del riesgo de crédito a soluciones orientadas a la planificación estratégica. Así diseña "Strategic Advisor", un sistema de optimización de la estructura de activos (asset allocation) y pasivos que tiene en cuenta todas las restricciones impuestas por la regulación, el mercado y los objetivos del propio negocio.
Mientras, fomenta también el desarrollo de su línea de Marketing Analytics gracias a la explotación de Habits Big Data, un conjunto de indicadores económicos y sociodemográficos que aportan una precisa segmentación de la sociedad española en distintas tipologías, recogiendo su forma de vida, nivel de ingresos y perfil de gastos, entre otros elementos. La combinación de estos indicadores y la experiencia de AIS en la construcción de modelos estadísticos y matemáticos desembocan en la apertura de AIS hacia otros sectores como el farmacéutico, la distribución, el alimentario y el retail o gran consumo en general, que se nutren de toda esta información para acciones de geomarketing, gestionar sus campañas, redimensionar sus redes comerciales, construir modelos de propensión de compra, localizar su target, etc.
Por otro lado, a nivel tecnológico AIS entra de lleno en los sistemas de Big Data y SaaS.
También prosigue con su expansión geográfica. En 2012 desembarca en África con varios proyectos financiados por el Banco Mundial y el Banco Africano de Desarrollo.

## Actividad
La actividad de AIS se vertebra en torno a tres grandes áreas. Por un lado, la gestión integral del riesgo de crédito, abarcando desde la confección a medida de scorings y ratings hasta la implementación de modelos integrales de riesgo o proyectos completos de Basilea, pasando también por el desarrollo de sistemas expertos para los departamentos de recobro, que se ocupan de la recuperación de impagados.
Por otro lado, AIS es especialista en marketing cuantitativo, marketing analytics, market research, customer intelligence y geomarketing. En esta línea de su negocio se enmarca la generación de las tipologías Habits Big Data (perfiles de consumo).
Por último, AIS trabaja con los departamentos de planificación, logística y distribución en materia de optimización de la producción y previsión de la demanda.

## Premios
- Premio a la Mejor Iniciativa Empresarial Informática por El Periódico de Catalunya y el Grupo Zeta (1993).

- Premio a la Internacionalización de la Economía Catalana por la Generalidad de Cataluña (1995)

- Mención FIBIT a la Proyección Internacional por la Facultad de Informática de Barcelona (2002)

- Premio al Economista de Empresa del Año 2010 al presidente de AIS, Ramon Trias, por el Colegio de Economistas de Cataluña (2010)

## Delegaciones
Fundada en 1987 por Ramon Trias i Capella, AIS tiene su sede central en Barcelona (España). Durante la década de los 90 y primeros años de la siguiente, AIS abrió oficinas en:
- México, D. F. (1993)
- Buenos Aires (1994)
- Lisboa (1995)
- Santiago de Chile (2002).
- Bogotá (2016).

- Datos: Q5653644